# Mormant-sur-Vernisson
Mormant-sur-Vernisson è un comune francese di 134 abitanti situato nel dipartimento del Loiret nella regione del Centro-Valle della Loira.

## Società

### Evoluzione demografica
Abitanti censiti

## Specialità culinarie
Il comune è noto anche per una specialità propria di rillettes.